# Чабанівська сільська рада (Новоайдарський район)
| Чабанівська сільська рада — колишній орган місцевого самоврядування у Сєвєродонецькому районі Луганської області з адміністративним центром у с. Чабанівка. Історична дата утворення: в 1920 році. Сільській раді підпорядковані населені пункти: - с. Чабанівка - с. Гаврилівка - с. Нижній Суходіл - с. Олександрівка - с. Пурдівка |

## Склад ради
Рада складається з 12 депутатів та голови.

### Керівний склад ради
| ПІБ                    | Основні відомості                                                    | Дата обрання | Дата звільнення |
| ---------------------- | -------------------------------------------------------------------- | ------------ | --------------- |
| Кудінов Іван Петрович  | Сільський голова, 1952 року народження, освіта, член Партії регіонів | 26.03.2006   | 31.10.2010      |
| Горбенко Іван Іванович | Сільський голова, 1955 року народження, освіта вища                  | 31.10.2010   |                 |

Примітка: таблиця складена за даними джерела